# Jerzy Lascaris
Jerzy IV Laskaris – chalcedoński patriarcha Antiochii w latach 1010–1015.